# Урега, Фабьен
Фабьен Урега (фр. Fabien Ourega; род. 7 декабря 1992, Париж) — французский футболист, полузащитник.

## Карьера
31 августа 2021 года перешёл во французский клуб «Орлеан».
28 января 2022 года подписал контракт с клубом «Жальгирис». 4 марта 2022 года в матче против клуба «Ионава» дебютировал в чемпионате Литвы. 8 мая 2022 года в матче против клуба «Джюгас» дебютировал в кубке Литвы. 5 июля 2022 года в матче против косовского клуба «Балкани» дебютировал в Лиге чемпионов.
13 февраля 2023 года стал игроком казахстанского клуба «Астана».

## Достижения
«Жальгирис»
- Чемпион Литвы: 2022
- Обладатель Кубка Литвы: 2022

## Клубная статистика
| Игровая карьера | Игровая карьера | Игровая карьера | Лига | Лига | Кубок | Кубок | Межд. | Межд. | СК | СК |
| --------------- | --------------- | --------------- | ---- | ---- | ----- | ----- | ----- | ----- | -- | -- |
| 2019/20         | Сошо            | Б               | 17   | 2    | 1     | 0     | —     | —     | —  | —  |
| 2020/21         | Сошо            | Б               | 29   | 1    | 3     | 0     | —     | —     | —  | —  |
| 2021/22         | Орлеан          | В               | 10   | 1    | 1     | 0     | —     | —     | —  | —  |
| 2022            | Жальгирис       | А               | 32   | 5    | 4     | 0     | 14    | 3     | 1  | 0  |
| 2023            | Астана          | А               | 22   | 1    | 4     | 0     | 10    | 0     | 1  | 0  |